# Upupa marginata
La abubilla malgache (Upupa marginata) es una especie de ave bucerotiforme de la familia Upupidae endémica de Madagascar. Anteriormente era considerada una subespecie de la abubilla común (Upupa epops), pero en la actualidad es reconocida como especie distinta debido a pequeñas diferencias en el plumaje y a sus vocalizaciones.

## Descripción
Alcanza una longitud de 32 centímetros y un peso de 57 a 91 gramos. La especie es bastante similar a abubilla común, de la cual se distingue por sus dimensiones ligeramente más grandes y por ligeras diferencias en los colores del plumaje.

## Distribución y hábitat
La especie es bastante común tanto en los bosques húmedos en el lado oriental de Madagascar como en los bosques caducifolios del oeste.